# Xian d'Amdo
Le xian d'Amdo (chinois simplifié : 安多县 ; pinyin : Ānduō xiàn ; tibétain : ཨ་མདོ་རྫོང་, Wylie : a mdo rdzong) est un district administratif de la région autonome du Tibet en Chine. Il est placé sous la juridiction de la préfecture de Nagchu.

## Démographie
La population du district était de 32 443 habitants en 1999.